# Frank Matich
Frank Matich, född 1935, död 11 maj 2015 i Sydney, var en australisk racerförare.

## Racingkarriär
Matich hade en lång och framgångsrik karriär hemma i Australien, där han bland annat vann det som kallades för Australiens Grand Prix två gånger. Han tog även två silvermedaljer i Tasman Series, när serien körde med formel 5000-bilar; 1970 och 1971. Han vann även den australiska serien för före detta formel 1 bilar; 1973.